# Sud Express
Sud Express és una pel·lícula espanyola de 2006, barreja de documental i ficció, dirigida per Chema de la Peña i Gabriel Velázquez, sobre immigració, el racisme, la solitud i la incomunicació protagonitzada per persones corrents.

## Sinopsi
Sud Express és un encreuament de vides. Entre el documental i la ficció, narra la història de sis persones anònimes que s'entrecreuen al llarg del ferrocarril exprés que va de París fins a Lisboa (conegut com a Sud Express) en viatges seminocturns. La pel·lícula explora les seves similituds i les seves diferències en un moment crític com robatoris, suïcidis, prostitució als trens. L'atractiu no és la destinació, sinó el viatge en si mateix.

## Repartiment
- Pilar Borrego	...	Isa
- Javier Delgado Tocho ...	Rober
- Tino Guimaraes ...	Tino
- German A. Joao ...	Mili
- Hicham Malayo ...	Rashid
- Miguel Martín
- Gerald Morales ...	Samuel
- Elisabete Piecho
- Lidia Pinville ...	Lucía

## Premis
Va rebre la medalla a la solidaritat a les Medalles del Cercle d'Escriptors Cinematogràfics de 2006.
Va obtenir el Premi Signis i fou nominat a la Conquilla d'Or del Festival Internacional de Cinema de Sant Sebastià 2005.